# Роден край (газета)
«Роден край» (в переводе с болг. — «Родной край») — украинская еженедельная культурно-просветительская газета болгар Украины, которая выходит на болгарском языке в Одессе. С 1995 года главным редактором газеты является Дора Костова. Газета начала издаваться как приложение к журналу и со временем достигла статуса национальной газеты болгар Украины, а позже стала издаваться в Интернете.

## История
Первый номер вышел летом 1989 года как спецвыпуск-приложение одесской областной газеты «Комсомольская искра». Номер подготовила группа членов Одесского болгарского общества во главе с Валентином Кирязовым, который также стал редактором спецвыпуска. В таком виде выходят лишь несколько номеров газеты. Через год, летом 1990 года, при поддержке Одесского областного совета народных депутатов вышел очередной номер «Роден Край», уже как приложение к одесской областной газете «Флаг коммунизма». С этого момента газета стала регулярным еженедельником на болгарском языке. Главный редактор стал гражданин Болгарии Иван Кондов, возглавлявший газету один год.
9 ноября 1991 года Верховная Рада Украины приняла решение о выпуске приложений национальных меньшинств к парламентской газете «Голос Украины». С июня 1992 года газета «Роден край» официально стала приложением к газете «Голос Украины» с всеукраинским статусом. Главным редактором издания на тот момент был Афанасий Гайдаржи. С апреля 1995 года главным редактором была назначена Дора Костова.
В 1996 году при редакции газеты был создан культурно-просветительский клуб «Огниште» (в переводе с болг. — «Огнище»), который поднимает актуальные проблемы жизни болгар в Украине, ставит задачи и ищет пути их решения.
13—14 декабря 2014 года было отмечено 25-летие газеты.

## Главные редакторы
- 1989—1990 — Валентин Кирязов
- 1990—1992 — Иван Кондов
- 1992—1995 — Афанасий Гайдаржи
- с апреля 1995—н. в. — Дора Костова

## Тематика
Тематика газеты — популяризация болгарского языка и культуры, предоставление актуальной информации об общественно-политической и культурной жизни болгар на Украине, а также новостей Украины и Болгарии.